# Dydsdragonen (film fra 1918)
 For alternative betydninger, se Dydsdragonen. (Se også artikler, som begynder med Dydsdragonen)
Dydsdragonen er en dansk stumfilm fra 1918 instrueret af Lau Lauritzen Sr. og efter manuskript af Poul Gregaard.

## Handling
Denne artikel mangler et handlingsreferat. Hjælp os med at skrive det.

## Medvirkende
- Oscar Stribolt, Momme
- Ragnhild Sannom, Model
- Lauritz Olsen, Smørum
- Rasmus Christiansen, Klin